# Yvonne Bezard
Yvonne Henriette Julie Bezard (8 décembre 1893 - 30 mars 1939) est une archiviste et historienne française.

## Biographie

### Enfance et formation
Yvonne Bezard naît à Angers le 8 décembre 1893. A Versailles, son père est professeur au lycée Hoche. Après des études à la Sorbonne, elle présente ses recherches sur l'histoire de Versailles et ses liens familiaux avec la ville,.
Entre 1923 et 1927 elle est à l'École des Chartes dont elle sort après avoir soutenu sa thèse sur La vie rurale dans l'archidiaconé de Josas depuis la guerre de Cent Ans jusqu'au début des guerres de Religion. Deux ans plus tard, cette thèse est retravaillée et finalisée sous un nouveau titre : La vie rurale dans le sud de la région parisienne de 1450 à 1560. Parallèlement, elle publie les Lettres du président de Brosses à Loppin de Gémeaux. Avec ces deux thèses, elle obtient le titre de docteur-ès-lettres.

### Carrière
Pour les Lettres du président de Brosses, Yvonne Bezard reçoit le Prix d'Académie de l'Académie Française ; pour Vie Rurale, l'Académie des inscriptions et des belles-lettres lui décerne la première médaille des Antiquités Nationales.
Yvonne Bezard exerce son activité d'archiviste paléographe aux Archives nationales. Elle publie des articles dans la Revue d'histoire littéraire de la France et la Revue d'histoire de Versailles et de Seine-et-Oise. L'un de ses projets de recherche porte sur l'étude de la vie familiale bourguignonne au XVIe siècle ; une étude détaillée de l'histoire administrative et coloniale lui vaut, en 1933, le prix Jules Favre de l'Académie française.
À la suite d'un séjour en Suisse, elle publie, en 1938, réalise un livre sur Madame de Staël. En Suisse, elle fait aussi des recherches sur Charles de Brosses, premier président du Parlement de Dijon « érudit et spirituel ». Le Président de Brosses et ses amis de Genève est un recueil de 104 lettres échangées entre 1744 et 1766 avec des magistrats et des érudits de Genève.
Alors qu'elle corrige les épreuves de son livre, elle meurt à 45 ans à Versailles le 30 mars 1939.

## Œuvres
- Assistance à Versailles sous l'Ancien Régime et pendant la Révolution, Rennes, impr. Oberthur. Versailles, libr. M. Dubois, 17 ans. rue Hoche, 1924 (Bibliothèque d'Histoire de Versailles et de Seine-et-Oise, éditée par la Société des Sciences Morales, des Lettres et des Arts de Seine-et-Oise. II).
- Sépultures à Saint-Germain-en-Laye au XIIIe siècle, (S. l., 1927).
- Lettres du président de Brosses à Ch. -C. Loppin de Gemeaux , Paris : Libr. de Paris, Firmin-Didot et Cie, 1929.
- La vie rurale dans le sud de la région parisienne de 1450 à 1560, Mesnil (Eure), Firmin-Didot, 1929, 390 p. (lire en ligne)
- Famille bourguignonne au XVIIIe siècle, Clichy (Seine), impr. Paul Dupont ; Paris, Albin Michel, éditeur, 1930.
- Charles de Brosses. Lettres familières sur l'Italie, publiées à partir des manuscrits avec une introduction et des notes, Paris : Firmin-Didot et Cie, 1931, 2 vol.
- Fonctionnaires maritimes et coloniaux sous Louis XIV : les Bégon, Paris : Albin Michel, 1932[4].
- Le président de Brosses et ses amis genevois : d'après une correspondance inédite échangée entre Charles de Brosses, Bénigne Legouz de Gerland, Charles Bonnet, Pierre Pictet, Jean Jallabert, Dijon : Annales de Bourgogne, 1937.
- L'inventaire après décès du mercier Cramoisy, Paris : [sn], 1938 (Extr. de : « Bulletin de la Société d'histoire de Paris et de l'Île de France », vol. LXIV).
- Madame de Staël d'après ses portraits, Châteauroux : Impr. Langlois; Paris; Neuchâtel : V. Attinger, 1938 (Publications de la Société des Études Staël)[5].